# بنو دی گوورانو
بنو دی گوورانو (به ایتالیایی: Bagno di Gavorrano) یک منطقهٔ مسکونی در ایتالیا است که در جاوورانو واقع شده‌است. بنو دی گوورانو ۳٬۴۵۱ نفر جمعیت دارد و ۴۰ متر بالاتر از سطح دریا واقع شده‌است.